# Trans Media Watch
Trans Media Watch (TMW) — британская благотворительная организация, основанная в 2009 году для улучшения освещения в СМИ проблем трансгендеров и интерсексуалов. В процессе свой деятельности TMW стремится «содействовать общественному признанию и гражданскому признанию трансгендеров», а также предотвращать «материальные последствия» искажения фактов.
TMW также публикует рекомендации для трансгендеров, взаимодействующих со СМИ.

## Основание
Одним из толчков к созданию благотворительной организации послужил в 2009 году эпизод из комедийного сериала Moving Wallpaper, в котором использовались трансфобные шутки.
Одним из соучредителей TMW стала Жозефина Шоу, давняя активистка за права трансгендеров.

## Исследовательская работа
В апреле 2010 года TMW опубликовала статью «Как трансгендеры воспринимают СМИ», в которой описаны результаты исследования, проведенного в период с ноября 2009 года по февраль 2010 года, чтобы узнать, как трансгендеры в Великобритании относятся к тому, как они показаны в СМИ. Исследование пришло к выводу, что унизительные характеристики трансгендеров в СМИ играют важную роль в поощрении социальных предрассудков и оскорблений в отношении их сообщества.

## Меморандум о взаимопонимании
В марте 2011 года британская вещательная компания Channel 4 стала первой стороной, подписавшей меморандум о взаимопонимании (MoU) TMW, документ, который призывает к лучшему представлению трансгендеров в СМИ. В мае 2011 года организация «Женщины в журналистике» подписала данный меморандум, признав убийство выдающегося юриста-правозащитника и трансгендерной женщины Соня Берджесс и последующее предвзятое освещение в СМИ стимулом к этому. The Observer также обратила внимание на TMW из-за смерти Берджесс, заявив, что при работе с историями о трансгендерах «необходимо проявлять чувствительность и уважение».
Пэрис Лис, британская трансгендерная журналистка, работала с Trans Media Watch, чтобы убедить вещательную компанию взять на себя обязательство удалить из своего контента все трансфобные материалы. В то время она работала на Channel 4 и сыграла важную роль в том, чтобы телекомпания подписала меморандум.
На презентации меморандума о взаимопонимании, состоявшейся в лондонской штаб-квартире Channel 4, Линн Фезерстоун, младший министр по делам женщин и равных возможностей, сказала: «Поздравляем Trans Media Watch с этой блестящей инициативой и Channel 4 с тем, что он стал первым (надеюсь, из многих) вещателей, подписавшихся».
Подписание меморандума подверглось критике со стороны главного редактора Channel 4 Элисон Уолш. Ее беспокоило то, что меморандум, который призывает к позитивному, хорошо информированному представлению трансгендеров в СМИ, может стать формой цензуры СМИ. Председатель Trans Media Watch Дженни Кермоуд в ответ подтвердила, что цель меморандума — обеспечить сбалансированное и точное освещение, а не препятствовать честному или вызывающему изображению трансгендеров.

## Запрос в расследование Левесона
В декабре 2011 года Trans Media Watch подала запрос в расследование Левесона о «культуре, практике и этике прессы», в котором описала «неэтичное, часто ужасающее и унизительное обращение с трансгендерами и интерсексуалами со стороны британской прессы» В феврале 2012 года представитель TMW лично дал собственные показания.

## Другая деятельность
В 2012 году Trans Media Watch провела конференцию по журналистике и телерадиовещанию в Student Central. Мероприятие под названием Trans Media Watch European Conference 2012 состоялось 7 октября 2012 года и было открыто для непрофессионалов, чтобы трансгендеры и интерсексуалы могли больше узнать о британских и европейских СМИ.
В мае 2015 года Trans Media Watch подала жалобу в Независимую организацию по стандартам прессы (IPSO) за дискриминационные замечания и нарушения конфиденциальности, опубликованные изданием The Sun в 2014 году. Жалоба стала ответом на пренебрежительные замечания, сделанные журналистом Родом Лиддлом в адрес Эмили Бразерс, политика-трансгендера, баллотировавшейся на выборах в качестве члена парламента от избирательного округа Саттон и Чим. После судебного разбирательства IPSO удовлетворил данную жалобу и постановил, что г-н Лиддл и The Sun нарушили Редакционный кодекс поведения. TMW не представляла г-жу Бразерс в своей жалобе, но подняла вопрос как «представительная группа», затронутая последствиями г-на Лиддла.

## Trans Media Action
В сентябре 2011 года Trans Media Watch и On Road Media запустили инициативу Trans Media Action при поддержке Би-би-си и Channel 4. Trans Media Action включала серию семинаров и других инициатив, призванных способствовать взаимопониманию между трансгендерами и журналистами. Инициатива Trans Media Action теперь известна как All About Trans.